# خلية نجمية كبدية
خلية نجمية كبدية أو خلية إيتو و تعرف أيضاً بأسم خلية شحمية كبدية (بالإنجليزية: Hepatic stellate cell)‏ هي نوع من الخلايا الموجودة في حيز ديس في الكبد، التي تمثل حوالي 10٪ من خلايا الكبد ، و 1.5٪ من حجمه ،وتعد الخلية الرئيسية المسؤولة عن تليف الكبد ، تم وصفها عام 1876 من قبل العالم الألماني فون كوبفر ، ولكن لم يتم توضيح وظائفها حتى عام 1951 من قبل العالم إيتو.

## علاقتها بتليف الكبد
تلعب الخلية النجمية دورا هاماً في عمليات ترميم الانسجة التالفة و تكوين المصفوفة خارج خلوية و إنتاج عوامل النمو التي تحفز عملية إعادة ترميم الأنسجة التالفة ولكن في بعض حالات الالتهابات المزمنة يمكن أن يؤدي التنشيط المستمر و الطويل الأمد للخلية النجمية إلى تكوين كميات كبيرة من الكولاجين الذي يؤدي بدورة إلى تليف الكبد.

## الوظيفة
• تلعب دورًا مهمًا في نمو وتجديد الأنسجة التالفة سواءً بأفراز عوامل النمو التي تحفز أنقسام الخلايا الكبدية لأنتاج خلايا جديدة أو تكوين المصفوفة الخارج خلوية .
•تنتج مجموعة متنوعة من بروتينات الهيكل الخلوي والنسيج الضام مثل ديزمين، فيمنتين، أكتين، تيوبيولين، فيبرونيكتين، كولاجين، ولامينين.
•تعتبر محزن لما يقارب 80٪ من فيتامين ألف في الجسم.
•تشارك أيضًا في تنظيم تدفق الدم الجيبي.

## روابط خارجية
- orfpath/murali2.htm في موقع (MedEd) التابع لجامعة لويولا.